# Universitat Al-Quds
La Universitat Al-Quds (àrab: جامعة القدس, Jāmiʿat al-Quds) és una universitat palestina amb el seu campus principal a Abu Dis i campus addicionals a Al-Bireh, Hebron i Jerusalem.
El febrer de 2009, Bard College va anunciar el primer programa de doble grau entre una universitat palestina i una institució d'educació superior estatunidenca.
El Mur de Cisjordània, construït el 2004, dificulta en gran manera l'activitat formativa de la universitat atès que molts dels seus estudiants han estat atacats amb gasos lacrimògens i alguns d'ells han resultat ferits.